# بولس عواد
الخوري بولس عواد (1881م-1944م) (1314 هـ - 1298 هـ) قس وأسقف ماروني لبناني، باحث في أصول النحو والصرف والبلاغة أعد كتاب العقد البديع في فن البديع متخدا بديعية ابن حجة الحموي مادة له. ونقل كتاب توما الاكويني - الخلاصة اللاهوتية إلى اللغة العربية.

## حياته الشخصية
ولد في حصرون عام 1272هـ - 1855 م ودرس فيها وفي مدارس المنطقة علومه الأولية، وحين شبّ اتجه إلى دراسة اللاهوت ثم تولى مسؤولية إحدى المدارس المدنية التي ما لبث أن حوّلها إلى مدرسة إكليركية.
ينحدر بولس عواد من أسرة كريمة مضطلعة بالعلوم والآداب، نبغ افرادها في شتى الصفوف ما أكسبه نزوعا إلى السمو وابتذال الغرائز والأهواء، فزهد في الدنيا ونحا نحو الورعين والاتقياء
خدم كأسقف في ابرشية قبرص بين عامي (1911- 1940). وتوفاه الله سنة 1942. وقيل 1944م. ودفن في بلدته حصرون.

## أعماله الأدبية
أحب المطران اللغة العربية وساهم في اعلاء شأنها واشتغل في أبوابها من نحو وصرف وبديع. فسطر كتابه الموسوم بالعقد البديع في فن البديع متخداً بديعية ابن حجة الحموي مادة له. اغناه بشرع وتوضيح للأنواع الواردة فيها، متبعا الترتيب نفسه من غير تقدير أو تأخير، وبعد أن انتهى من تأليفه، وتم طبعه سنة 1298/1881هـ في بيروت المطبعة العمومية، قدّمه المطران إلى رئيس أساقفة بيروت الأب يوسف الدبس.
ومن أعمال المطران بولس عواد نقل كتاب توما الأكويني (الخلاصة اللاهوتية) من اللاتينية إلى اللغة العربية.

## خدمته الكنسية
قام الخوري بولس عواد بزيارات عديدة إلى قبرص ثم سيم أسقفا في ابريشيتها عام 1330هـ 1911م. ثم استقال سنة 1359 هـ 1940 م.